# 高鰭黃魴鮄
高鰭黃魴鮄為輻鰭魚綱鮋形目牛尾魚亞目黃魴鮄科的其中一種，分布於西南大西洋巴西里約熱內盧至南里奧格蘭德海域，棲息深度100-200公尺，體長可達23公分，為底棲性魚類，屬肉食性，生活習性不明。

## 擴展閱讀
維基物種上的相關：高鰭黃魴鮄